# San Miguel de Serrezuela
San Miguel de Serrezuela è un comune spagnolo di 209 abitanti situato nella comunità autonoma di Castiglia e León.